# Representation of Natives Act
Der Representation of Natives Act, Act No. 12 / 1936 (deutsch: Eingeborenenwahlgesetz) war ein 1936 in der Südafrikanischen Union erlassenes Gesetz, durch dessen Wirkung im Land eine konsequente politische Trennung der Bevölkerung erzeugt wurde. Damit vollzog sich eine Veränderung des seit 80 Jahren bestehenden Wahlrechts für Schwarze (mit höherer Bildung) auf dem Gebiet der ehemaligen Kapkolonie, die zu einer erheblichen Einschränkung führte.

## Zweck und Ziele
Der Representation of Natives Act erlangte in einer Zeit Rechtskraft, in der sich die ökonomische Lage der südafrikanischen Bevölkerung auf Grund von weltweit rezessiven Entwicklungen sowie landesspezifischen Flächennutzungskonflikten mit Einschränkungen für den Grunderwerb zuspitzte. Das betraf in besonderer Weise die vorrangig von landwirtschaftlichen Erwerbsstrukturen geprägten Landesteile. Das Gesetz folgt dem Prinzip von indirect rule im traditionellen Muster britischer Kolonialherrschaft in Südafrika.
Nach diesem Gesetz konnten die wahlberechtigten schwarzen Bürger nur noch drei weiße Mandatsinhaber in das Parlament (Union House of Assembly) wählen und zwei Repräsentanten in den Cape Provincial Council (Kapprovinzrat). Die politische Vertretung der schwarzen Bevölkerung erfolgte ferner über vier Senatoren, die in der Wahlmännerversammlung aus dem Kreis der Chiefs und durch die Regional Councils aufgestellt worden. Das Gesetz wurde nach einer gemeinsamen letzten Lesung vor den Vertretern des House of Assembly und des Senats am 7. April 1936 im Parlament mit einer Mehrheit von 169 Stimmen bei 11 Gegenstimmen in hitziger Atmosphäre beschlossen. Damit endete das Wahlrecht für die ins Wählerverzeichnis eingetragenen Schwarzen in der Kapprovinz (Cape Native Franchise), das ihnen seit 1854 eine eingeschränkte Möglichkeit zur parlamentarischen Mitwirkung gewährleistet hatte. Bis zuletzt hatten sich der Innenminister Jan Hendrik Hofmeyr sowie der Senator François Stephanus Malan gegen dieses Gesetz ausgesprochen.
Als Vertreter der schwarzen Bevölkerung waren nun berufen:

in den Senat
- W. T. Welsh (für Transkei)
- C. H. Malcomess (für die Kapprovinz)
- John David Rheinallt Jones (für Transvaal und Free State)
- Edgar Brookes (für Natal)

in das House of Assembly
- G. H. Hemming
- Margaret Ballinger
- Donald Barkly Molteno.

Im Zuge dieser Wahlrechtsänderung schuf man einen Native Representative Council (NRC), deutsch etwa Eingeborenen-Repräsentanten-Rat, mit 21 Mitgliedern. Der Native Representative Council wurde vom Minister für Eingeborenenangelegenheiten beaufsichtigt. Dieser Rat setzte sich aus fünf (nach anderen Angaben: sechs) nichtstimmberechtigten (weißen) Chief Native Commissioners, vier nominierten Schwarzen und 12 weiteren aus „schwarzen“ Kollegien gewählten Vertretern zusammen. Seine Rolle bestand aus einer beratenden Funktion für das Ministerium für Eingeborenenangelegenheiten (Native Affairs Department). Dessen Sitzungen fanden in Anwesenheit von Vertretern dieses Ministeriums statt und dessen Beschlüsse besaßen keine Bindungswirkung.

## Politischer Rahmen
Die Regierung unter Premierminister James Barry Munnick Hertzog leitete schrittweise Maßnahmen zur Minderung der Wahlrechte für die nichteuropäische Bevölkerung ein. Mit dem Women Enfranchisement Act (Frauen-Wahlrecht-Gesetz) von 1930 stärkte man das Wahlrecht für weiße Frauen in Südafrika und hob mit dem Franchise Laws Amendment Act (Wahlrecht-Ergänzungsgesetz) im Jahr 1931 noch bestehende Beschränkungen für die weiße Bevölkerungsgruppe auf. Schließlich kam es 1936 mit dem Representation of Natives Act zu einer Abkopplung der nichteuropäischen Bevölkerung vom Prinzip des gleichen Wahlrechts nach dem britisch basierten Westminster-System. Weitere Einschränkungen der bürgerlichen Rechte schuf der Native Trust and Land Act. Die Regierung Hertzog sah in der kombinierten Wirkung beider Gesetze die „dauerhafte Lösung des Eingeborenen-Problems“.